# James Duff Brown
James Duff Brown (Edimburg, Escòcia, 6 de novembre de 1862 - Londres, Anglaterra, 6 de febrer de 1914) va ser un bibliotecari, teòric de la informació, biògraf musical i educador escocès.

## Biografia
Nascur a Edimburg, després de començar la seva carrera bibliotecària a Glasgow, es va traslladar ben aviat a Londres, on va passar la major part de la seva vida. Va idear tres sistemes de classificació: "Quinn/Brown" (1898), "Classificació ajustable" (1898) i "Classificació per matèries" (1906). Aquest darrer sistema fou ideat per a les biblioteques municipals. De fet, fou el pioner d'aquest nou sistema mentre exercí de bibliotecari a Clerkenwell, on sorgí la primera experiència en accés obert el 1893. Es coneixia com a "accés obert vigilat de manera segura". Al costat del seu treball de classificació, va elaborar un llibre de text estàndard sobre biblioteconomia, Manual of Library Economy.
L'any 1906 posà en pràctica el seu sistema de classificació (subject classification), usat en algunes biblioteques públiques britàniques. Brown va esdevenir una figura destacada en la biblioteconomia de finals del segle xix i principis del XX a Anglaterra, que va fer importants contribucions en aquest camp de treball. Malgrat tot, el seu sistema de classificació de matèries (SC) no va rebre gaire reconeixement pel que fa a les contribucions teòriques i pràctiques de classificació bibliogràfica durant el segle xx.

## Publicacions[3][6]
- 1886: Biographical Dictionary of Musicians
- 1893: Guide to the Formation of a Music Library
- 1897: British Musical Biography, amb Stephen Samuel Stratton
- 1898: Manual of Library Classification and Shelf Arrangement
- 1903: Manual of Library Economy (7 eds.)
- 1906: Manual of Practical Bibliography
- 1906: Subject Classification (1a ed. 1906 ; 2a ed. 1914 ; 3a ed., rev. per J. D. Stewart, 1939)
- 1907: The Small Library: a guide to the collection and care of books
- 1910: Characteristic Songs and Dances of All Ages
- 1912: Library Classification and Cataloguing